# Osmery
Osmery est une commune française située dans le département du Cher en région Centre-Val de Loire. Le 1er janvier 2024, elle absorbe la commune de Lugny-Bourbonnais.

## Géographie
Le territoire de la commune est traversé par la rivière de l'Airin : onze kilomètres soit vingt-deux kilomètres de berges.

### Évolution du territoire
Le 1er janvier 2024, la commune d'Osmery fusionne avec la commune de Lugny-Bourbonnais sous le régime de la commune nouvelle. Par délibérations concordantes, les deux anciennes communes ont exclu la création de communes déléguées. La superficie de la commune évolue ainsi de 21,66 km2 à 26,94 km2.

### Climat
Pour des articles plus généraux, voir Climat du Centre-Val de Loire et Climat du Cher.
En 2010, le climat de la commune est de type climat océanique dégradé des plaines du Centre et du Nord, selon une étude du CNRS s'appuyant sur une série de données couvrant la période 1971-2000. En 2020, Météo-France publie une typologie des climats de la France métropolitaine dans laquelle la commune est exposée à un climat océanique altéré et est dans la région climatique Centre et contreforts nord du Massif Central, caractérisée par un air sec en été et un bon ensoleillement. 
Pour la période 1971-2000, la température annuelle moyenne est de 11,2 °C, avec une amplitude thermique annuelle de 15,8 °C. Le cumul annuel moyen de précipitations est de 759 mm, avec 11,5 jours de précipitations en janvier et 7,2 jours en juillet. Pour la période 1991-2020, la température moyenne annuelle observée sur la station météorologique la plus proche, située sur la commune de Dun-sur-Auron à 8 km à vol d'oiseau, est de 12,0 °C et le cumul annuel moyen de précipitations est de 785,3 mm,. Pour l'avenir, les paramètres climatiques de la commune estimés pour 2050 selon différents scénarios d'émission de gaz à effet de serre sont consultables sur un site dédié publié par Météo-France en novembre 2022.

## Urbanisme

### Typologie
Au 1er janvier 2024, Osmery est catégorisée commune rurale à habitat dispersé, selon la nouvelle grille communale de densité à 7 niveaux définie par l'Insee en 2022.
Elle est située hors unité urbaine. Par ailleurs la commune fait partie de l'aire d'attraction de Bourges, dont elle est une commune de la couronne,. Cette aire, qui regroupe 111 communes, est catégorisée dans les aires de 50 000 à moins de 200 000 habitants,.

### Occupation des sols
L'occupation des sols de la commune, telle qu'elle ressort de la base de données européenne d’occupation biophysique des sols Corine Land Cover (CLC), est marquée par l'importance des territoires agricoles (92,1 % en 2018), une proportion identique à celle de 1990 (92,1 %). La répartition détaillée en 2018 est la suivante : 
terres arables (81,3 %), prairies (9,5 %), forêts (6,7 %), zones urbanisées (1,2 %), zones agricoles hétérogènes (1,2 %).
L'évolution de l’occupation des sols de la commune et de ses infrastructures peut être observée sur les différentes représentations cartographiques du territoire : la carte de Cassini (XVIIIe siècle), la carte d'état-major (1820-1866) et les cartes ou photos aériennes de l'IGN pour la période actuelle (1950 à aujourd'hui).

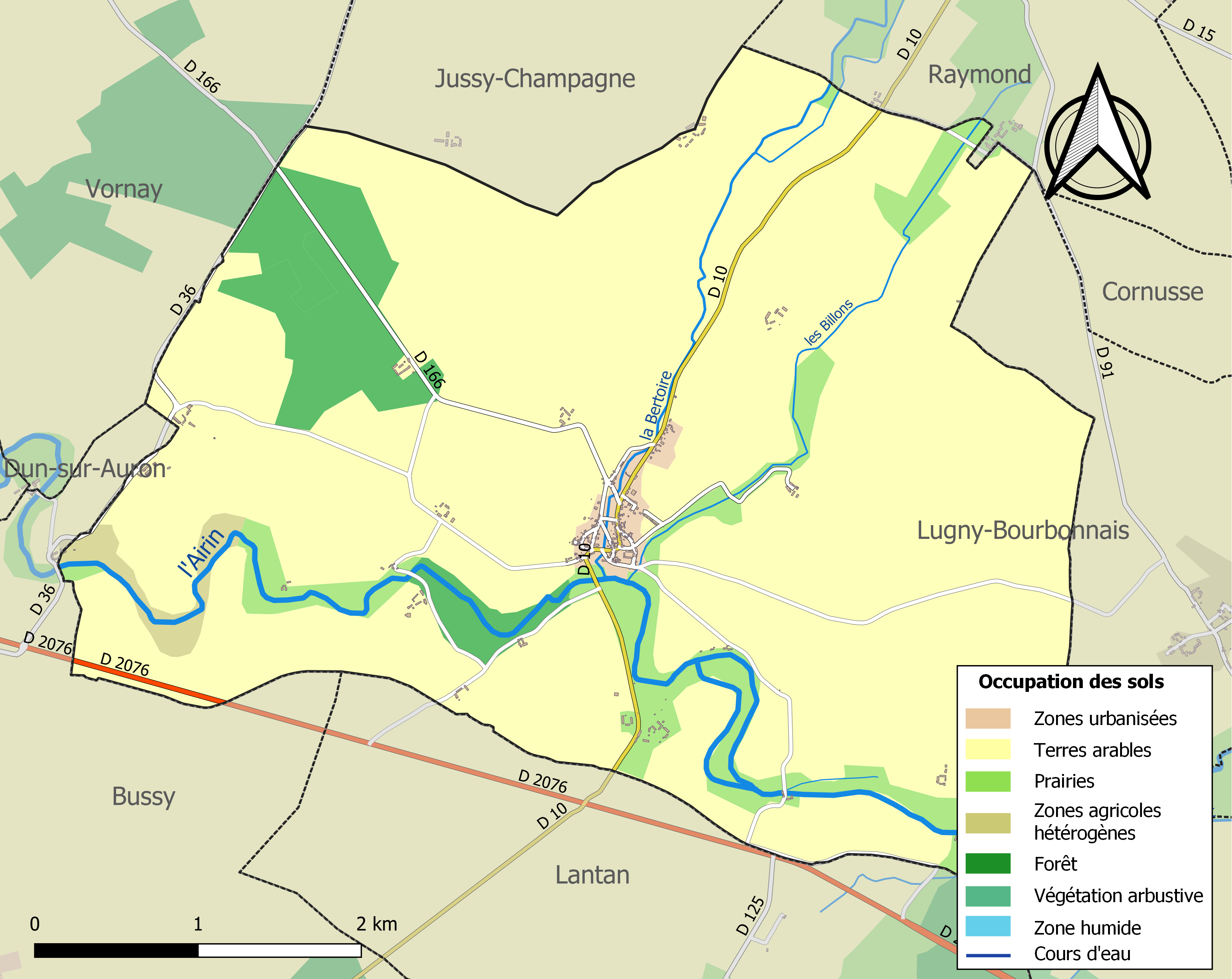
Carte des infrastructures et de l'occupation des sols de la commune en 2018 (CLC).

### Risques majeurs
Le territoire de la commune d'Osmery est vulnérable à différents aléas naturels : météorologiques (tempête, orage, neige, grand froid, canicule ou sécheresse), mouvements de terrains et séisme (sismicité faible). Il est également exposé à un risque technologique, le transport de matières dangereuses. Un site publié par le BRGM permet d'évaluer simplement et rapidement les risques d'un bien localisé soit par son adresse soit par le numéro de sa parcelle.

#### Risques naturels

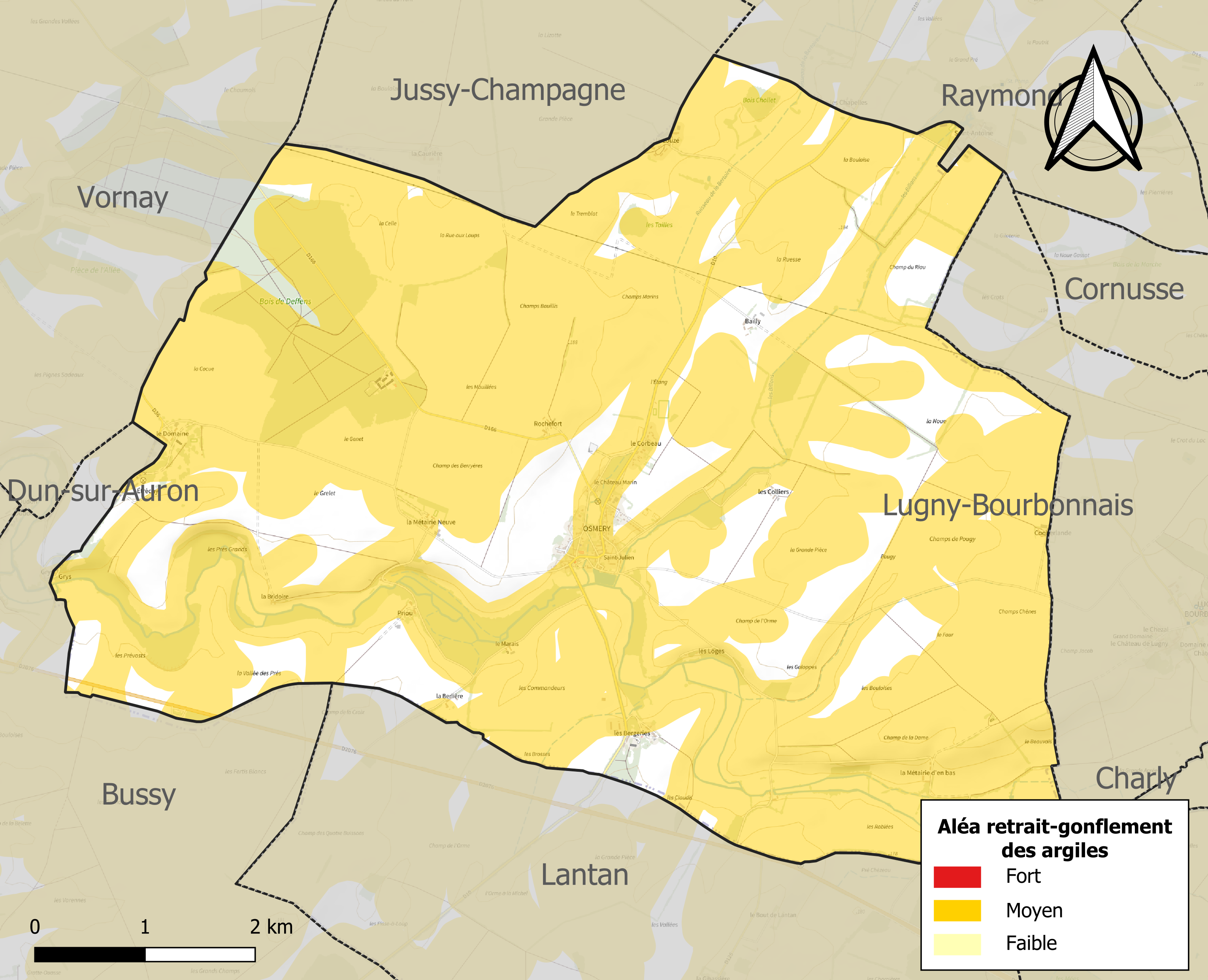
Carte des zones d'aléa retrait-gonflement des sols argileux d'Osmery.

La commune est vulnérable au risque de mouvements de terrains constitué principalement du retrait-gonflement des sols argileux. Cet aléa est susceptible d'engendrer des dommages importants aux bâtiments en cas d’alternance de périodes de sécheresse et de pluie. 83,5 % de la superficie communale est en aléa moyen ou fort (90 % au niveau départemental et 48,5 % au niveau national). Sur les 144 bâtiments dénombrés sur la commune en 2019, 122 sont en aléa moyen ou fort, soit 85 %, à comparer aux 83 % au niveau départemental et 54 % au niveau national. Une cartographie de l'exposition du territoire national au retrait gonflement des sols argileux est disponible sur le site du BRGM,.
Concernant les mouvements de terrains, la commune a été reconnue en état de catastrophe naturelle au titre des dommages causés par la sécheresse en 2019 et par des mouvements de terrain en 1999.

#### Risques technologiques
Le risque de transport de matières dangereuses sur la commune est lié à sa traversée par des infrastructures routières ou ferroviaires importantes ou la présence d'une canalisation de transport d'hydrocarbures. Un accident se produisant sur de telles infrastructures est en effet susceptible d’avoir des effets graves au bâti ou aux personnes jusqu’à 350 m, selon la nature du matériau transporté. Des dispositions d’urbanisme peuvent être préconisées en conséquence.

## Histoire

### Moyen âge
La présence de l'ordre du Temple est avérée à Osmery au XIIIe siècle avec une maison dépendante de leur commanderie de Jussy-le-Chaudrier et de la province templière de France. À la suite de la dévolution des biens de l'ordre du Temple en 1312, Jussy et Osmery forment une commanderie de l'ordre de Saint-Jean de Jérusalem dépendante du grand prieuré d'Auvergne qui prendra le nom de commanderie des Bordes à partir du XVIe siècle. Les biens de la commanderie à Osmery furent vendus en 1646 à la famille Gassot.

## Politique et administration
Les habitants d'Osmery se nomment les Ulméraciens.
| Période                                  | Période       | Identité                          | Étiquette | Qualité           |
| ---------------------------------------- | ------------- | --------------------------------- | --------- | ----------------- |
| Les données manquantes sont à compléter. |               |                                   |           |                   |
| 1820                                     | 1830          | Claude Fauchet                    |           |                   |
| 1830                                     | 1831          | Nicolas Gaumet                    |           |                   |
| 1831                                     | 1865          | Michel Rollin                     |           |                   |
| 1865                                     | 1870          | Jules de Goy                      |           |                   |
| 1870                                     | 1871          | Etienne Merlin                    |           |                   |
| 1871                                     | 1878          | Jules de Goy                      |           |                   |
| 1878                                     | 1881          | Marc Rollin                       |           |                   |
| 1881                                     | 1885          | Alexandre Maranjon                |           |                   |
| 1885                                     | 1888          | Pierre Devillière                 |           |                   |
| 1888                                     | 1892          | Pierre de Goy                     |           |                   |
| 1892                                     | 1900          | Etienne Merlin                    |           |                   |
| 1900                                     | 1901          | Jules Mabilaz                     |           |                   |
| 1901                                     | 1904          | Henry Pantin de La Guère          |           |                   |
| 1904                                     | 1908          | Edouard Tessiau                   |           |                   |
| 1908                                     | 1919          | François Lagarde                  |           |                   |
| 1919                                     | 1925          | Edouard Tessiau                   |           |                   |
| 1925                                     | 1935          | Henry Pantin, marquis de La Guère |           |                   |
| 1935                                     | 1945          | Jules Aussourd                    |           |                   |
| 1945                                     | 1947          | Charles Fontaine                  |           |                   |
| 1947                                     | 1953          | Jean Monier                       |           |                   |
| 1953                                     | 1959          | Charles Fontaine                  |           |                   |
| 1959                                     | 1972          | Hubert Jouan, comte de Kervenoaël |           | Assureur          |
| 1973                                     | 1995          | Antoine Robert de Saint Vincent   |           | Agriculteur       |
| mars 1995                                | décembre 2019 | Patrick de Brunier                | DVD       | Agriculteur       |
| mai 2020                                 | En cours      | Alain Desjean                     | DVD       | Chef d'entreprise |

## Démographie
L'évolution du nombre d'habitants est connue à travers les recensements de la population effectués dans la commune depuis 1793. Pour les communes de moins de 10 000 habitants, une enquête de recensement portant sur toute la population est réalisée tous les cinq ans, les populations de référence des années intermédiaires étant quant à elles estimées par interpolation ou extrapolation. Pour la commune, le premier recensement exhaustif entrant dans le cadre du nouveau dispositif a été réalisé en 2004.

En 2022, la commune comptait 273 habitants, en évolution de +0,74 % par rapport à 2016 (Cher : −2,48 %, France hors Mayotte : +2,11 %).
| 1793 | 1800 | 1806 | 1821 | 1831 | 1836 | 1841 | 1846 | 1851 |
| ---- | ---- | ---- | ---- | ---- | ---- | ---- | ---- | ---- |
| 611  | 612  | 664  | 572  | 597  | 582  | 607  | 609  | 632  |

| 1856 | 1861 | 1866 | 1872 | 1876 | 1881 | 1886 | 1891 | 1896 |
| ---- | ---- | ---- | ---- | ---- | ---- | ---- | ---- | ---- |
| 675  | 667  | 641  | 565  | 550  | 576  | 548  | 550  | 526  |

| 1901 | 1906 | 1911 | 1921 | 1926 | 1931 | 1936 | 1946 | 1954 |
| ---- | ---- | ---- | ---- | ---- | ---- | ---- | ---- | ---- |
| 503  | 569  | 581  | 543  | 510  | 480  | 468  | 463  | 451  |

| 1962 | 1968 | 1975 | 1982 | 1990 | 1999 | 2004 | 2006 | 2009 |
| ---- | ---- | ---- | ---- | ---- | ---- | ---- | ---- | ---- |
| 435  | 419  | 371  | 309  | 276  | 254  | 248  | 244  | 277  |

| 2014 | 2019 | 2022 | - | - | - | - | - | - |
| ---- | ---- | ---- | - | - | - | - | - | - |
| 276  | 246  | 273  | - | - | - | - | - | - |

## Culture locale et patrimoine

### Lieux et monuments
- Église Saint-Julien d'Osmery, classée Monument historique le 11 juillet 1932[26],[27].
- Le lavoir[28] a été transformé en salle socio-culturelle en 2002.
- Un étang[29] pour la pêche d'un hectare existe au sud du village depuis 1976.
- Château de Deffens, construit aux XVIe siècle et XVIIe siècle, et sa chapelle, datée de 1644.
- Château des Bergeries et son colombier[30].
- Château d'Etréchy.
- Logis de Rochefort.

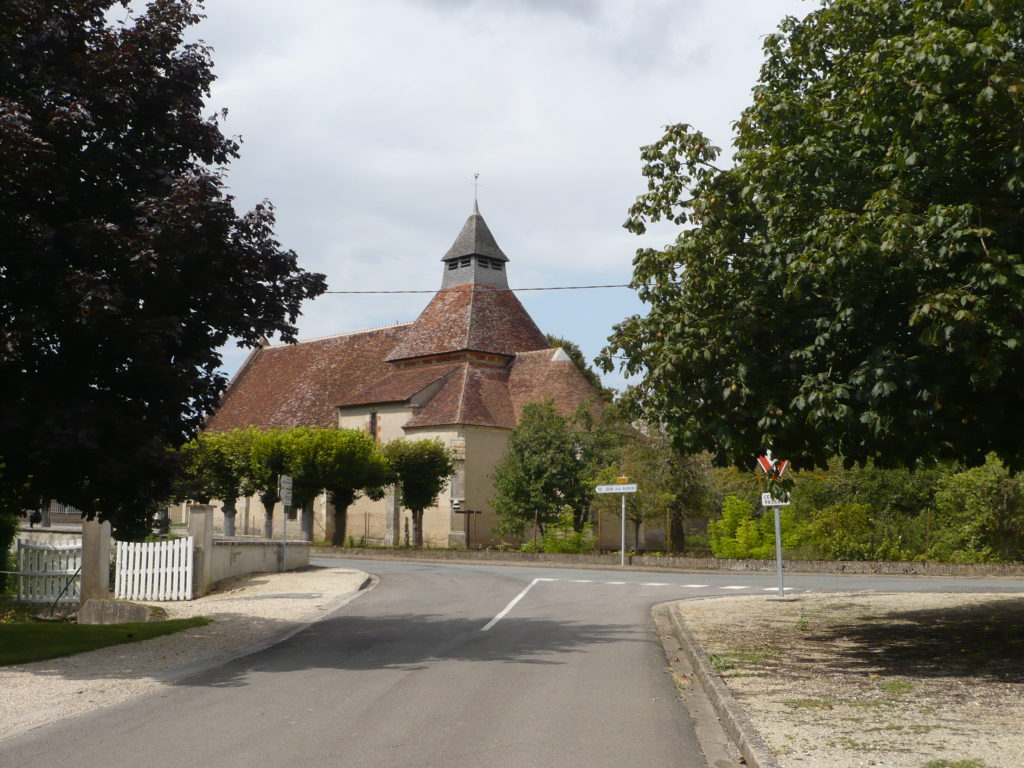
L'église.
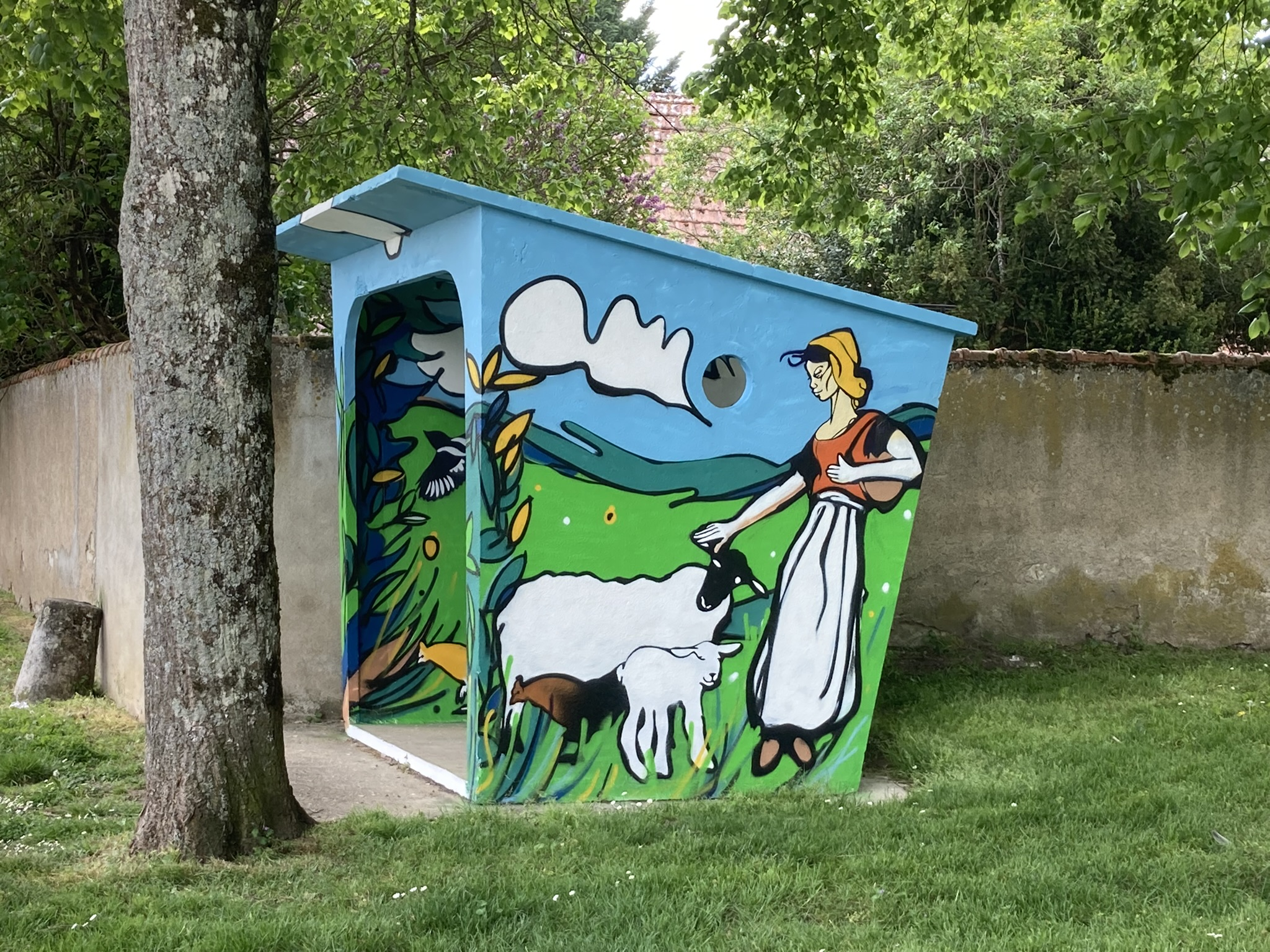
Abribus.
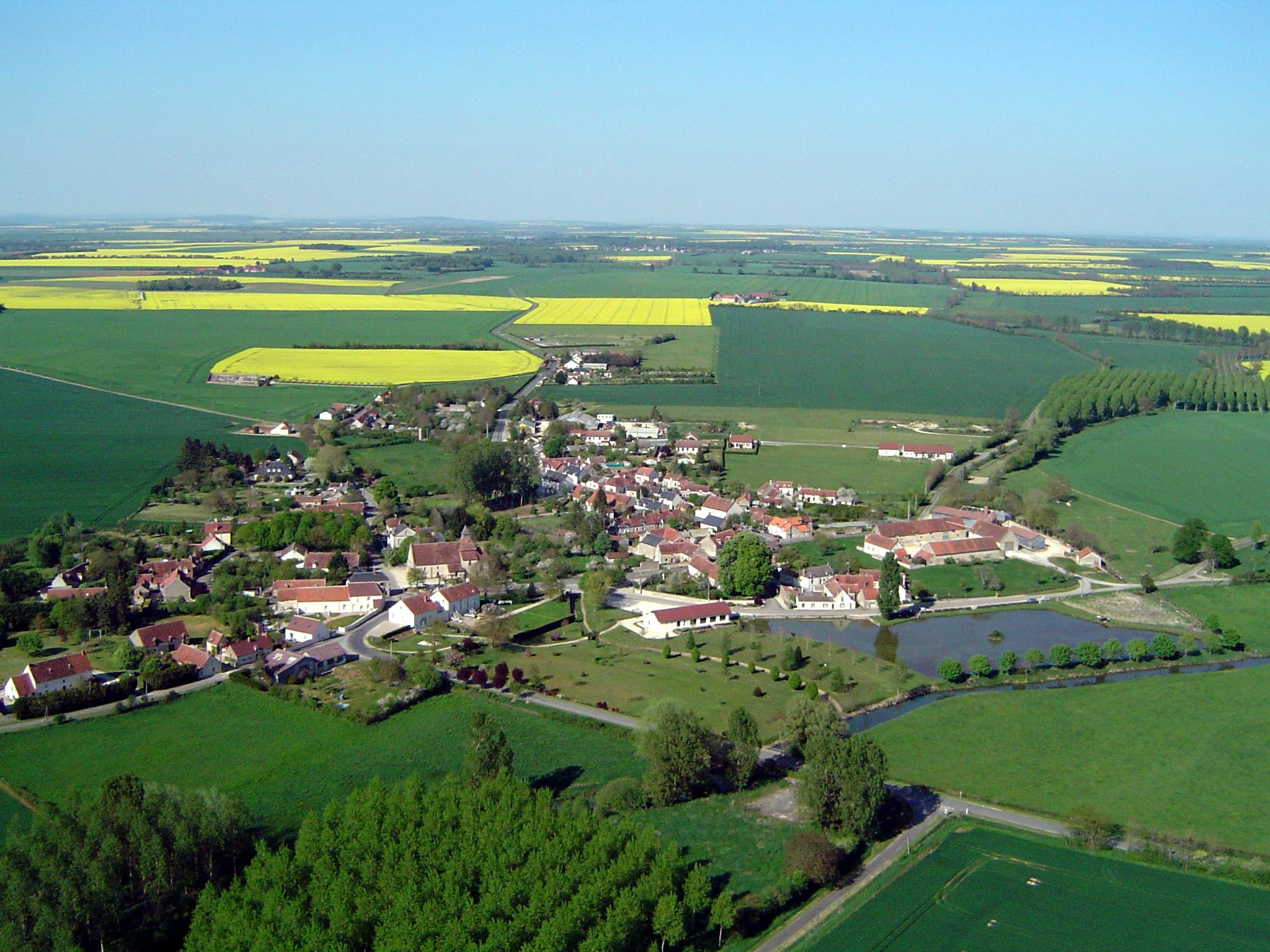
Perspective paysagère et l'étang à droite.

### Personnalités liées à la commune
- Émile Diot (1912-1940), coureur cycliste né à Osmery.
- Louis Rousseau (1891-1945), résistant syndicaliste, mort en déportation[31].